# Siergiej Pankiejew

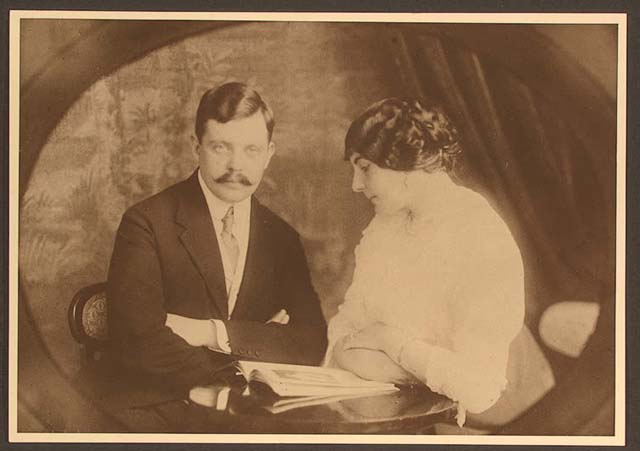
Siergiej Pankiejew z żoną, około 1910

Siergiej Pankiejew (ur. 24 grudnia 1886, zm. 7 maja 1979) – pacjent Sigmunda Freuda, potocznie określany jako człowiek-wilk lub człowiek od wilków (niem. der Wolfsmann). Historia choroby i terapii opublikowana została przez Freuda w 1918 pt. Aus der Geschichte einer infantilen Neurose.

## Tło
Pankiejew pochodził z bogatej, arystokratycznej rodziny rosyjskiej. Ich własnością były tereny ziemskie w pobliżu Petersburga i Odessy. Spośród krewnych wiele osób wskazywało na obciążenie dziedziczne chorobami psychicznymi. Stryj Siergieja – Piotr – najmłodszy z czwórki rodzeństwa wskazywał objawy psychozy paranoidalnej. Siostra człowieka-wilka popełniła samobójstwo poprzez zażycie trucizny (Freud twierdził, że chorowała na dementia praecox). Także ojciec chorował na depresję. W wieku 18 lat pacjent zaraził się rzeżączką, w następstwie której pojawiła się depresja. Siergiej diagnozowany był przez największe sławy psychiatrii tamtego czasu (m.in. Emil Kraepelin) stwierdzające u niego obłęd maniakalno-depresyjny. Pacjent był leczony w sanatoriach w Niemczech. W 1910 lekarz skierował go na terapię u Freuda. Analiza przeprowadzona była w okresie od lutego 1910 do lipca 1914. Po tym okresie Freud uznał, że terapia zakończyła się sukcesem.

## Problem
Uznaje się, iż problemy Siergieja zaczęły się w momencie, gdy rodzice na czas wyjazdu zostawili go pod opieką niani. Pankiejew bardzo się z nią zżył, jednak rodzice uznali po powrocie, iż malec stał się drażliwy i gwałtowny. Stwierdzili, że jest to wina niani i zwolnili ją z pracy. Gwałtownemu charakterowi towarzyszyły także rozliczne lęki. Chłopiec bał się koni i owadów. Obok lęków chłopiec przejawiał również reakcje odwrotne, takie jak np. cięcie gąsienic czy dręczenie chrząszczy. W jego zachowaniu widoczna była więc ambiwalencja od lęków do agresji. Charakterystyczny był także lęk przed wilkiem przedstawionym na ilustracji bajki O wilku i siedmiu kózkach. Wilk tam przedstawiony stał wyprostowany na tylnych łapach. Siostra pacjenta wykorzystywała te lęki i często starała się w ten sposób przestraszyć swego brata.
Krótko przed czwartymi urodzinami nawiedził pacjenta sen lękowy. Od treści tego snu pochodzi pseudonim Siergieja Pankiejewa:
Śniło mi się, że była noc i że leżałem w łóżku (moje łóżko stało skierowane nogami do okna, przed oknem ciągnął się szereg starych drzew orzechowych. Wiem, że kiedy śniłem była zima i że to była noc). Nagle okno samo się otwarło i z przerażeniem zobaczyłem, że na wielkim orzechu naprzeciwko okna siedziało kilka białych wilków. Sześć lub siedem. Wilki były całkiem białe i przypominały bardziej lisy czy owczarki, gdyż miały wielkie ogony jak lisy i postawione uszy jak psy, gdy nasłuchują. Z wielkiego przerażenia, najpewniej z uwagi na to, że mogłem być pożarty przez wilki krzyknąłem i obudziłem się.

## Diagnoza
Sen Pankiejewa o wilkach za oknem był według Freuda głównym dowodem na seksualną etiologię jego obsesji i depresji. Freud uznał, że:
wilki to rodzice; ich białość oznacza pościel; ich bezruch – dokładnie odwrotnie, ruchy wykonywane podczas stosunku; ich duże ogony oznaczały, według zasad tej samej logiki, kastrację; dzień oznaczał noc; a całość musiała stanowić odbicie wspomnienia pierwszego roku życia, gdy matka i ojciec Pankiejewa spółkowali, jak psy, co najmniej trzy razy z rzędu, podczas gdy on patrzył z kołyski i brudził się na znak protestu.
Freud pokazywał w ten sposób, że w snach ujawniają się treści, które są niedostępne naszej świadomości.

## Późniejsze życie
Po okresie I wojny światowej Pankiejew powrócił do Wiednia. Powróciły jego dawne objawy w postaci depresji. Wcześniej wyleczony pacjent zgłosił się ponownie do Freuda. Ten od listopada 1919 do lutego 1920 prowadził analizę mającą zlikwidować ostatecznie przeniesienie. Pacjent jednak prezentował wciąż te same objawy. W 1926 pojawiła się u wcześniejszego pacjenta Freuda paranoja. Był przekonany, że lekarz dermatolog popsuł jego nos. Powtórnie zgłosił się do Freuda, jednakże ten stwierdził, że nie podejmie się jego terapii po raz trzeci i skierował go do innego psychoanalityka – Ruth Mack Brunswick. Ta stwierdziła, że podłożem objawów prezentowanych przez Freuda nie jest nerwica, ale psychoza. Napisany przez nią suplement do historii Freuda podzielił środowisko psychoanalityków.

## Wątpliwości
Jak sam Freud przyznaje, wydarzenia z dzieciństwa nie są odtwarzane podczas terapii jako wspomnienia, lecz stanowią wynik rekonstrukcji. To znaczy, że wszystkie tego typu „wspomnienia”, również Człowieka od wilków, stanowią wynik rekonstrukcji prawdopodobnej sytuacji, z okresu gdy pacjent miał półtora roku, dokonywanej na podstawie skojarzeń i wnoszonej do analizy przez samego pacjenta. Krytyczne względem Freuda publikacje podają, iż Freud dobrze wiedział, że psychoanaliza nie pomogła Pankiejewowi, dlatego nie podjął kolejnej próby terapii. Frederick Crews stwierdził: „Późniejszy kryzys Pankiejewa spowodował, że traktowano go jako zagrożenie dla podstawowych wartości psychoanalizy. Otrzymywał «rentę», a także usilnie go namawiano, aby nikomu o sobie nie opowiadał”. W 1970 Pankiejew udzielił wywiadu austriackiej dziennikarce Karin Obholzer, której skarżył się, że cała przygoda z Freudem to była katastrofa. Pankiejew tłumaczył jej, że interpretacja Freuda nie mogła być prawdziwa z tego względu, iż w jego klasie społecznej kołyska z dzieckiem stała w innym pokoju niż sypialnia rodziców.
Często nawroty choroby Pankiejewa próbuje się tłumaczyć utratą majątku zrabowanego przez bolszewików. W rzeczywistości Pankiejew nie wrócił do Rosji za namową Freuda. A o nawrotach nie może być mowy, gdyż jak sam Pankiejew stwierdził, nigdy nie był wyleczony.